# Руи Хатимура
Руи Хатимура (јап. 八村 塁, Hachimura Rui, рођен 8. фебруара 1998) је јапански професионални кошаркаш за Лос Анђелес лејкерсе из Националне кошаркашке асоцијације (НБА). Играо је колеџ кошарку за Гонзага Булдогсе и члан је јапанске кошаркашке репрезентације. Висок је 2.03 метра и тежак 104 килограма. Игра и на позицији бека и крилног центра. Након што су га Визардси изабрали као деветог пика на НБА драфту 2019, именован је у други тим новајлија НБА лиге 2020.

## Биографија
Хатимура је рођен у префектури Тојама у Јапану од мајке Јапанке Макико (麻紀子) и оца из Бенина Закарија Џабила. Његово име, Руи (塁), на јапанском значи „база“ или „тврђава“; име му је дао његов деда јер је био велики обожаватељ бејзбола (塁 се такође користи за „базу“ у контексту бејзбола). Његово презиме је из породичног регистра његове мајке. Има млађе једног брата и две сестре. Хатимурин брат, Ален (阿蓮, Арен), је кошаркаш на Универзитету Токаи у Јапану. У детињству је играо бејзбол као хватач и бацач. Дана 29. децембра 2013, Хатимура је предводио кошаркашки тим средње школе Мејсеи до своје друге титуле на Свејапанском средњошколском турниру, постигавши 32 поена у победи над Фукуока универзитетом Охори резултатом 92–78. Године 2014. помогао је свом тиму да освоји турнир другу годину заредом.
Дана 21. новембра 2015. потписао је Национално писмо о намерама да игра колеџ кошарку за Гонзага Булдогсе у САД, а ЕСПН га сматра једним од најбољих међународних играча који улазе на колеџ. Дана 29. децембра 2015, Хатимура је постигао 34 поена, 19 скокова и три блокаде како би водио Мејсеија за своју трећу победу на Свејапанском турниру.

### Колеџ
Хатимура је дебитовао у регуларној сезони за Гонзага Булдоге 11. новембра 2016. против Јуте, забележивши један поен и три скока за четири минута. Као резултат тога, постао је пети играч јапанског порекла који је икада играо кошарку НЦАА прве дивизије. 1. децембра је постигао рекордних 10 поена у сезони за 13 минута у победи над Мисисипи Стејтом резултатом 97–63. Хатимура је постигао осам поена 23. фебруара 2017. против Сан Дијега, помажући свом тиму да освоји титулу на конференцији Западне обале (ВЦЦ). 16. марта 2017, након што је одиграо један минут против Јужне Дакоте, постао је први Јапанац који се икада појавио на мушком турниру НЦАА прве дивизије. Током 28 утакмица као бруцош, Хатимура је у просеку постизао 2,6 поена и 1,4 скока, док је шутирао 53 одсто са терена за 4,6 минута по утакмици.
У сезони 7–18, Хатимура је наступио у 37 утакмица за Гонзагу, укључујући два као стартер, у просеку 11,6 поена и 4,7 скокова по такмичењу.
Уласком у своју јуниорску сезону, Хатимура је именован у предсезонски Алл-ВЦЦ тим. Он је отворио регуларну сезону 6. новембра 2018. постигавши 33 поена у победи над Ајдахо Стејтом резултатом 120–79. Дана 21. новембра 2018, Хатимура је забележио 20 поена, 7 скокова и 5 асистенција, чиме је помогао да поремети Дјук са првог места у финалу. Касније је проглашен за најкориснијег играча турнира. Хатимура је изабран за ВЦЦ играча године 2019. Предводио је Гонзагу у постизању погодака (19,7 поена по утакмици) током сезоне 2018-19, а такође је просечно бележио 6,5 скокова у такмичењу.

## Професионална каријера

### Вашингтон Визардси (2019 – 2023)
Дана 15. априла 2019, Хатимура је најавио да ће се одрећи своје последње године квалификованости и пријавио се за НБА драфт 2019, где су га Вашингтон визардси изабрали као девети пик. Хатимура је био други играч јапанског порекла који је драфтован у НБА после Јасутаке Окајаме, а такође и први јапански играч икада примљен у првом колу. Дана 23. октобра 2019, Хатимура је дебитовао у НБА лиги, постигавши дабл-дабл (14 поена, 10 скокова) као стартер у поразу од Далас маверикса са 100–108. Хатимура је 1. децембра 2019. постигао рекордних 30 поена у поразу од Лос Анђелес клиперса резултатом 125–150, уз девет скокова, три асистенције и украдену лопту.
Хатимура је доживео повреду препона против Детроит пистонса 16. децембра и оперисан је и пропустио неколико утакмица. Дана 15. септембра 2020, Хатимура је именован у други тим НБА новајлија.
Током НБА сезоне 2021-2022, Хатимура је одиграо 42 утакмице уз просек од 11,3 поена по утакмици, 3,8 скокова по утакмици и 1,1 асистенцију по утакмици. Ово је представљало благи пад у просецима његове каријере. Међутим, његов шут за три поена се драстично побољшао: Хатимура је са 44,7% био други након Лук Кенарда (44,9%) међу НБА играчима са најмање 100 покушаја за три поена.

### Лос Анђелес лејкерси (2023 – данас)
Дана 28. јануара 2023. године Руи Хатимура је прешао у Лос Анђелес лејкерсе у замену за Кендрика Нана и три будућа пика друге рунде драфта.

## Статистика

### НБА

#### Регуларна сезона
| Сезона   | Екипа              | ОУ  | СУ  | МПУ  | ПШ%  | 3П%  | СБ%  | СПУ | АПУ | УПУ | БПУ | ППУ  |
| -------- | ------------------ | --- | --- | ---- | ---- | ---- | ---- | --- | --- | --- | --- | ---- |
| 2019—20  | Вашингтон визардси | 48  | 48  | 30.1 | .466 | .287 | .829 | 6.1 | 1.8 | .8  | .2  | 13.5 |
| 2020—21  | Вашингтон визардси | 57  | 57  | 31.5 | .478 | .328 | .770 | 5.5 | 1.4 | .8  | .1  | 13.8 |
| 2021—22  | Вашингтон визардси | 42  | 13  | 22.5 | .491 | .447 | .697 | 3.8 | 1.1 | .5  | .2  | 11.3 |
| 2022—23  | Вашингтон визардси | 30  | 0   | 24.3 | .488 | .337 | .759 | 4.3 | 1.2 | .4  | .4  | 13.0 |
| Каријера | Каријера           | 177 | 118 | 27.8 | .479 | .356 | .776 | 5.1 | 1.4 | .6  | .2  | 13.0 |

#### Плеј-оф
| Сезона   | Екипа              | ОУ | СУ | МПУ  | ПШ%  | 3П%  | СБ%  | СПУ | АПУ | УПУ | БПУ | ППУ  |
| -------- | ------------------ | -- | -- | ---- | ---- | ---- | ---- | --- | --- | --- | --- | ---- |
| 2021     | Вашингтон визардси | 5  | 5  | 34.6 | .617 | .600 | .583 | 7.2 | 1.0 | .4  | .2  | 14.8 |
| Каријера | Каријера           | 5  | 5  | 34.6 | .617 | .600 | .583 | 7.2 | 1.0 | .4  | .2  | 14.8 |

### Колеџ
| Сезона   | Екипа            | ОУ  | СУ | МПУ  | ПШ%  | 3П%  | СБ%  | СПУ | АПУ | УПУ | БПУ | ППУ  |
| -------- | ---------------- | --- | -- | ---- | ---- | ---- | ---- | --- | --- | --- | --- | ---- |
| 2016–17  | Гонзага булдогси | 28  | 0  | 4.6  | .528 | .286 | .542 | 1.4 | .1  | .2  | .1  | 2.6  |
| 2017–18  | Гонзага булдогси | 37  | 2  | 20.7 | .568 | .192 | .795 | 4.7 | .6  | .5  | .5  | 11.6 |
| 2018–19  | Гонзага булдогси | 37  | 37 | 30.2 | .591 | .417 | .739 | 6.5 | 1.5 | .9  | .7  | 19.7 |
| Каријера | Каријера         | 102 | 39 | 19.7 | .579 | .316 | .746 | 4.4 | .8  | .6  | .5  | 12.1 |

### Фиба сениорски наступи
| Сезона                     | Екипа | ОУ | СУ | МПУ  | ПШ%  | 3П%  | СБ%  | СПУ | АПУ | УПУ | БПУ | ППУ  |
| -------------------------- | ----- | -- | -- | ---- | ---- | ---- | ---- | --- | --- | --- | --- | ---- |
| Азијске квалификације 2017 | Јапан | 4  | 4  | 30.2 | .576 | .286 | .762 | 6.0 | 1.2 | 1.8 | 1.0 | 21.5 |

### Куп Вилијама Џонса
| Сезона | Екипа | ОУ | СУ | МПУ | ПШ%  | 3П%  | СБ%  | СПУ | АПУ | УПУ | БПУ | ППУ |
| ------ | ----- | -- | -- | --- | ---- | ---- | ---- | --- | --- | --- | --- | --- |
| 2015   | Јапан | 6  | 0  | 6   | .333 | .000 | .000 | .2  | .0  | .0  | .0  | 1.8 |

## Успеси

### Клупски
- Лос Анђелес лејкерси:
  - НБА куп (1): 2023.